# Frogger: Helmet Chaos
Frogger: Helmet Chaos est un jeu vidéo d'action et de plates-formes développé par Konami Computer Entertainment Hawaii et édité par Konami, sorti en 2005 sur Nintendo DS et PlayStation Portable.

## Accueil
- Jeuxvideo.com : 13/20[1]